# Викрутаси
«Викрутаси» (рос. Выкрутасы) — художній фільм, повнометражний режисерський дебют Левана Габріадзе в жанрі комедії. Прем'єра відбулася 14 лютого 2011 року.

## Сюжет

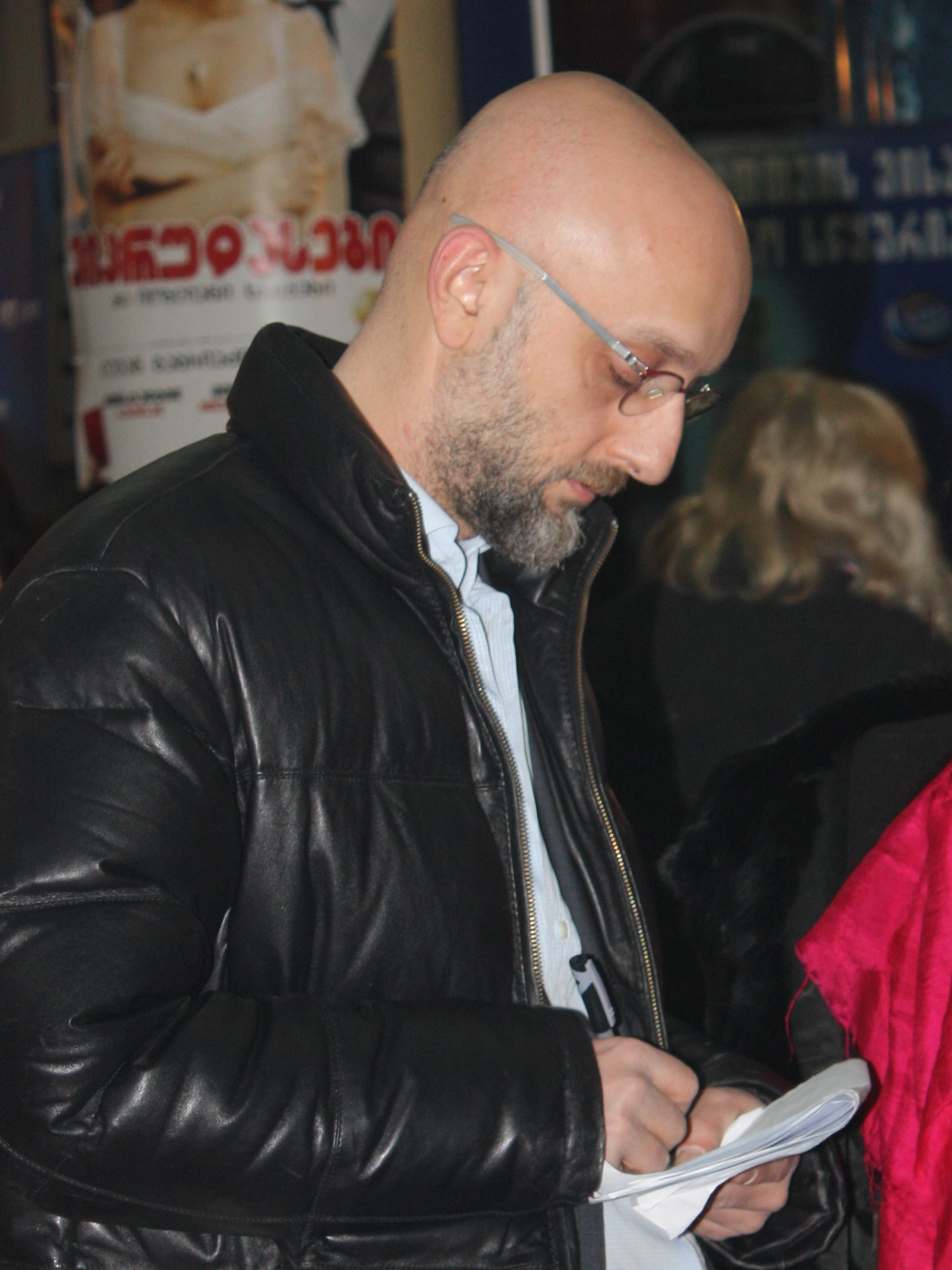
Леван Габріадзе на прем'єрі в Тбілісі, 24 лютого 2011 року.

Слава Колотілов (Костянтин Хабенський), простий шкільний вчитель з містечка Пальчики, приїхав підкорювати Москву з рукописом роману в руках, а підкорив… красуню Надю (Мілла Йовович). Вже наближається весілля, ресторан замовлено та гості запрошені, але чіпкі Пальчики не дають Славі вирватися до судженої, влаштовуючи низку «непереборних обставин».
«Обставинами» несподівано для героя стали діти. Не один і не два, а ціла футбольна команда, що складається з 12-річних хлопчаків. Коли депутат Трьохголович, переплутавши, приймає Колотілова за тренера, вилучає паспорт і рве квиток до Москви, він робить все можливе, щоб його наспіх набрана команда програла, а він зміг виїхати до нареченої. Але хлопчакам дуже потрібна перемога, і Славі залишається тільки розповідати улюбленій по телефону небилиці про страшні події, катастрофи та інші лиха, що заважають їхньому щастю.

## У ролях
- Мілла Йовович — Надя
- Костянтин Хабенський — Слава Колотілов
- Іван Ургант — Даня
- Олександр Кержаков — камео
- Сергій Гармаш — Хлобустін
- Володимир Меньшов — депутат Трьохголович
- Ольга Тумайкіна — директор школи
- Сергій Селін — мер Пальчиків
- Галина Логінова — мати Надії
- Олександра Назарова —  бабуся Наді  (камео)
- Таїсія Вілкова — Тася
- Тетяна Лютаєва
- Леван Габріадзе — гість на весіллі (камео)

## Знімальна група
- Режисер — Леван Габріадзе
- Продюсер — Тимур Бекмамбетов, Іва Стромілова, Михайло Врубель
- Сценарист — Роман Непомнящий
- Художники — Федір Савельєв, Наталя Дзюбенко, Володимир Купцов
- Монтаж — Олександр Андрющенко
- Оператор — Марат Адельшин
- Композитор — Павло Єсенін

## Саундтрек
- Юлія Чичеріна — Головна Тема
- «Проститься» — Уматурман, Констянтин Хабенський
- «Победа за нами» — Уматурман
- «Жульбаны» — Крёстная Семья та Ноггано

## Цікавинки
- Спочатку проект називався «Колотілов».[2]
- Міла Йовович, що володіє російською мовою, сама озвучила свою роль.[2]
- Перші літери прізвищ акторів, які зіграли у фільмі головні ролі (Хабенський, Ургант, Йовович), утворюють нецензурне слово. В одному з трейлерів фільму це показано. З цієї причини багато кінотеатрів відмовилися показувати трейлер фільму[3].
- Мати героїні Міли Йовович Наді грає її мати в реальному житті Галина Логінова.
- Коли Надя (Міла Йовович) співає пісню «Ах эта свадьба, свадьба…», в декількох кадрах серед музикантів миготить Петро Дранг.
- Основні сцени (спортивно-пляжно-морські) знімалися в місті Єйськ Краснодарського краю.